# 西川禮二
西川 禮二（にしかわ れいじ、1928年1月20日 - 2021年10月20日）は、日本の経営者。三菱ガス化学社長を務めた。大阪府出身。

## 経歴・人物
1951年に大阪大学理学部理化学科を卒業し、同年に三菱江戸川化学(のちの三菱ガス化学)に入社。1979年6月に取締役に就任し、1984年6月に常務、1987年6月に専務を経て、1988年6月に社長に就任。1995年6月には会長に就任し、2001年6月には相談役に退いた。
1994年11月に藍綬褒章を受章し、2006年4月には旭日中綬章を受章。
2021年10月20日死去。93歳没。